# Coupe du Congo de football
La Coupe du Congo, est une compétition de football à élimination directe, ouverte à tous les clubs qui lui sont affiliés.

## Palmarès
| Année | Vainqueur                                                           | Score                                                               | Finaliste                                                           |
| ----- | ------------------------------------------------------------------- | ------------------------------------------------------------------- | ------------------------------------------------------------------- |
| 1974  | Vita Club Mokanda (Pointe-Noire)                                    |                                                                     |                                                                     |
| 1977  | Vita Club Mokanda (Pointe-Noire)                                    |                                                                     |                                                                     |
| 1978  | Inter Club                                                          |                                                                     |                                                                     |
| 1981  | CARA Brazzaville                                                    |                                                                     |                                                                     |
| 1982  | AS Cheminots (Pointe-Noire)                                         |                                                                     |                                                                     |
| 1983  | Étoile du Congo                                                     |                                                                     |                                                                     |
| 1984  | AS Cheminots (Pointe-Noire)                                         |                                                                     |                                                                     |
| 1985  | Inter Club                                                          |                                                                     |                                                                     |
| 1986  | CARA Brazzaville                                                    |                                                                     |                                                                     |
| 1987  | Inter Club                                                          |                                                                     |                                                                     |
| 1988  | Patronage Sainte-Anne (Brazzaville)                                 |                                                                     |                                                                     |
| 1989  | Diables Noirs de Brazzaville                                        | 2-0                                                                 |                                                                     |
| 1990  | Diables Noirs de Brazzaville                                        | 1-0                                                                 |                                                                     |
| 1991  | Cara de Brazzaville                                                 | 1-0                                                                 | Diables Noirs de Brazzaville                                        |
| 1992  | Elecsport Bouansa                                                   | 1-0                                                                 | Diables noirs de Brazzaville                                        |
| 1994  | EPB Pointe-Noire                                                    |                                                                     | Inter Club                                                          |
| 1995  | Étoile du Congo                                                     | 1-0 a.p.                                                            | Inter Club                                                          |
| 1996  | Vita Club Mokanda (Pointe-Noire)                                    |                                                                     |                                                                     |
| 2000  | Étoile du Congo                                                     | 5-1                                                                 | Vita Club Mokanda (Pointe-Noire)                                    |
| 2001  | AS Police                                                           | 1-0                                                                 | Étoile du Congo                                                     |
| 2002  | Étoile du Congo                                                     | 2-1                                                                 | FC Abeilles (Pointe-Noire)                                          |
| 2003  | Diables Noirs de Brazzaville                                        | 0-0 t.a.b. (3-2)                                                    | Vita Club Mokanda (Pointe-Noire)                                    |
| 2004  | Munisport Pointe-Noire                                              | 0-0 t.a.b. (3-0)                                                    | Vita Club Mokanda (Pointe-Noire)                                    |
| 2005  | Diables Noirs de Brazzaville                                        | 1-1 t.a.b. (4-2)                                                    | Patronage Sainte-Anne (Brazzaville)                                 |
| 2006  | Étoile du Congo                                                     | 2-1                                                                 | JS Talangaï (Brazzaville)                                           |
| 2007  | JS Talangaï (Brazzaville)                                           | 2-1                                                                 | CARA Brazzaville                                                    |
| 2008  | Club 57 Brazzaville                                                 | 2-1                                                                 | FC Kondzo                                                           |
| 2009  | AC Léopards de Dolisie                                              | 2-1                                                                 | CARA Brazzaville                                                    |
| 2010  | Finale non joué entre l'AC Léopards de Dolisie et l'Étoile du Congo | Finale non joué entre l'AC Léopards de Dolisie et l'Étoile du Congo | Finale non joué entre l'AC Léopards de Dolisie et l'Étoile du Congo |
| 2011  | AC Léopards de Dolisie                                              | 1-0                                                                 | Diables Noirs de Brazzaville                                        |
| 2012  | Diables Noirs de Brazzaville                                        | 1-0                                                                 | AC Léopards de Dolisie                                              |
| 2013  | AC Léopards de Dolisie                                              | 1-0                                                                 | Diables Noirs de Brazzaville                                        |
| 2014  | Diables Noirs de Brazzaville                                        | 2-0                                                                 | CARA Brazzaville                                                    |
| 2015  | Diables Noirs de Brazzaville                                        | 1-0                                                                 | AC Léopards de Dolisie                                              |
| 2016  | AC Léopards de Dolisie                                              | 1-0                                                                 | CARA Brazzaville                                                    |
| 2017  | AC Léopards de Dolisie                                              | 2-2 t.a.b. (4-3)                                                    | CARA Brazzaville                                                    |
| 2018  | Diables Noirs de Brazzaville                                        | 0-0 t.a.b. (5-3)                                                    | AS Otôho                                                            |
| 2019  | Étoile du Congo                                                     | 0-0 t.a.b. (4-2)                                                    | AS Otôho                                                            |
| 2020  | Compétition annulée                                                 | Compétition annulée                                                 | Compétition annulée                                                 |
| 2021  | Compétition annulée                                                 | Compétition annulée                                                 | Compétition annulée                                                 |
| 2022  | Diables Noirs de Brazzaville                                        | 1-0                                                                 | AS Otôho                                                            |
| 2023  | Diables Noirs de Brazzaville                                        | 1-0                                                                 | AS Otôho                                                            |
| 2024  | Compétition arrêtée.                                                | Compétition arrêtée.                                                | Compétition arrêtée.                                                |
| 2025  | Compétition annulée                                                 | Compétition annulée                                                 | Compétition annulée                                                 |